# جوان ماكورد
جوان فيش ماكورد (بالإنجليزية: Joan McCord)‏ (4 أغسطس 1930، مانهاتن، نيويورك - 2004، نار بيرث، بنسلفانيا) كانت أستاذة أميركية لعلم الإجرام في جامعة تمبل وحاصل على جائزة الجمعية الأمريكية لعلم الإجرام.

## بداية حياتها
وُلِدت جوان ماكورد في باسم جوان فيش في 4 أغسطس 1930 في مانهاتن، نيويورك. وقد تخرجت من جامعة ستانفورد بشهادة في الفلسفة وقامت بعمل دراسات عليا في جامعة هارفارد، تليها درجة الماجستير في التعليم، وكذلك من جامعة هارفارد، ثم دكتوراه في علم الاجتماع من ستانفورد.

## مسار وظيفي

### علم الجريمة
في عام 1980 التحقت بالكلية في جامعة دركسل. وفي عام 1989 أصبحت أول رئيسة للجمعية الأمريكية لعلم الإجرام. وهي معروفة بشكل خاص بدراساتها التجريبية الطولية لبرامج التوجيه، وخاصةً دراسة جامعة سومرفيل في كامبريدج للشباب، والتي تُظهر غالبًا أنها كانت لها آثار سلبية عكسية. وقد درست أيضًا أسباب جنوح الأحداث، وكتبت عن إدمان الكحول والمرض النفسي، ويقال إنها قدمت مساهمات فريدة من خلال دمج التفكير الفلسفي مع العلوم الاجتماعية التجريبية. في عام 1996 تم سؤالها من قبل صحيفة نيويورك تايمز بشأن اغتصاب ارتكبه طفل عمره 12 عامًا. 

### التأليف
بصرف النظر عن كونها عالمة إجرام، كانت جوان ماكورد معروفة بأعمالها التحريرية، وخاصةً الفصل الرابع من «علاجات مؤلمة» التي ظهرت في صحيفة نيويورك تايمز في عام 2002. تم نشر مقالاتها حول علم الإجرام بعد الوفاة من قبل ابنها جيفري ساير-ماكورد في عام 2007.

### تلفزيون
كان لها الفضل أيضا لظهورها في "Scared Straight!" وهو فيلم وثائقي عن الأحداث الجانحين.

## حياتها الشخصية
كانت جوان مكورد متزوجة من زوجها الأول، عالم الاجتماع ويليام ماكسويل ماكورد، والذي شاركته في تأليف العديد من المنشورات المبكرة. طلقته بعد فترة وجيزة وتزوجت كارل إيه سيلفر بدلاً من ذلك، حيث كان لديها ولدين جيفري ساير-ماكورد (يقيم في دورهام، نورث كارولاينا)، وروبرت ماكورد (يقيم في برين ماور، بنسلفانيا). لديها أيضا شقيق في سانتا كروز، كاليفورنيا، وأختها كوني أرنوستي في ميلووكي.  وأربعة أحفاد. توفيت بسبب سرطان الرئة في 24 فبراير 2004.

## روابط خارجية
- ASC صحيفة الأخبار 2004